# Château-Thierry
Château-Thierry [šátó ťjeri] je francouzská obec na řece Marně v departementu Aisne v regionu Hauts-de-France, asi 80 km severovýchodně od Paříže. V roce 2011 zde žilo 14 413 obyvatel. Je centrem arrondissementu Château-Thierry.

## Sousední obce
Bézu-Saint-Germain, Bouresches, Brasles, Épaux-Bézu, Essômes-sur-Marne, Étrépilly, Étampes-sur-Marne, Chierry, Nogentel, Verdilly

## Vývoj počtu obyvatel
Počet obyvatel 

## Historie
Místo u brodu přes řeku Marnu bylo patrně osídleno už v železné době, do 3. století zde bylo římské město a v raném středověku vzniklo merovejské město Otmus. V 8. století věznil Karel Martel ve zdejším hradě krále Theudericha IV. a město snad podle něho dostalo název Castrum Theodorici, z něhož se vyvinul současný název. Roku 1621 se zde narodil spisovatel Jean de La Fontaine. V závěru napoleonských válek se u Château-Thierry odehrála roku 1814 významná bitva. Město bylo téměř zničeno za první světové války, za první i druhé bitvy na Marně, a utrpělo i za druhé světové války.

## Pamětihodnosti
- Zříceniny hradu z 8.-17. století na vrchu s vyhlídkou
- Starý špitál (Hôtel-Dieu), založený 1304 a nově postavený v letech 1683-1714, slouží jako muzeum
- Gotický kostel St. Crépin (sv. Kryšpína) z 15. století s jednou věží
- Věž Balhan, pozůstatek paláce z konce 15. století s kaplí uvnitř
- Zbytky hradeb s branami sv. Petra a sv. Jana
- Pomník padlých amerických vojáků z první světové války na vrchu nad městem
- Novorenesanční budova radnice z roku 1893, od roku 2005 historická památka

### Galerie

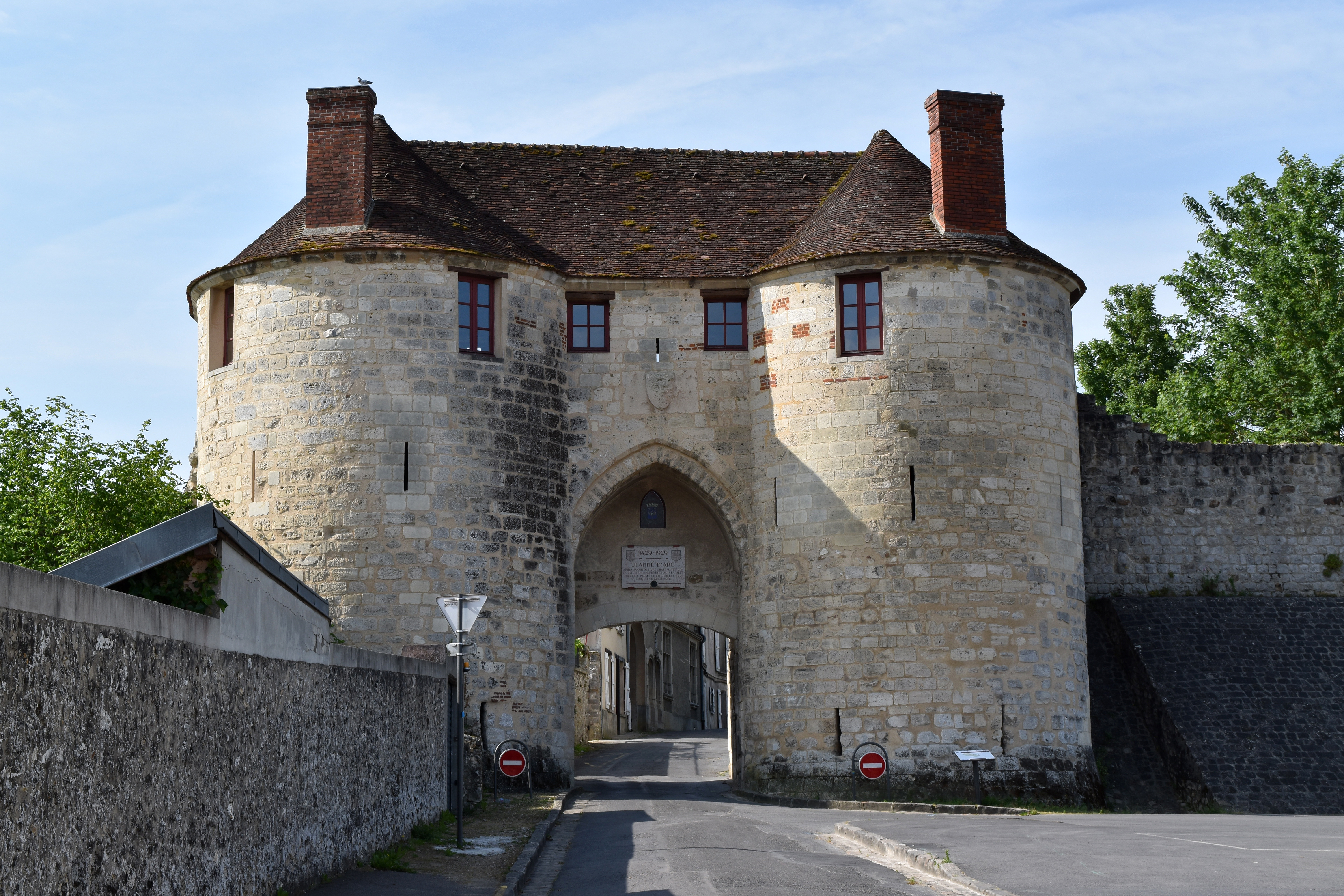
Brána sv. Petra
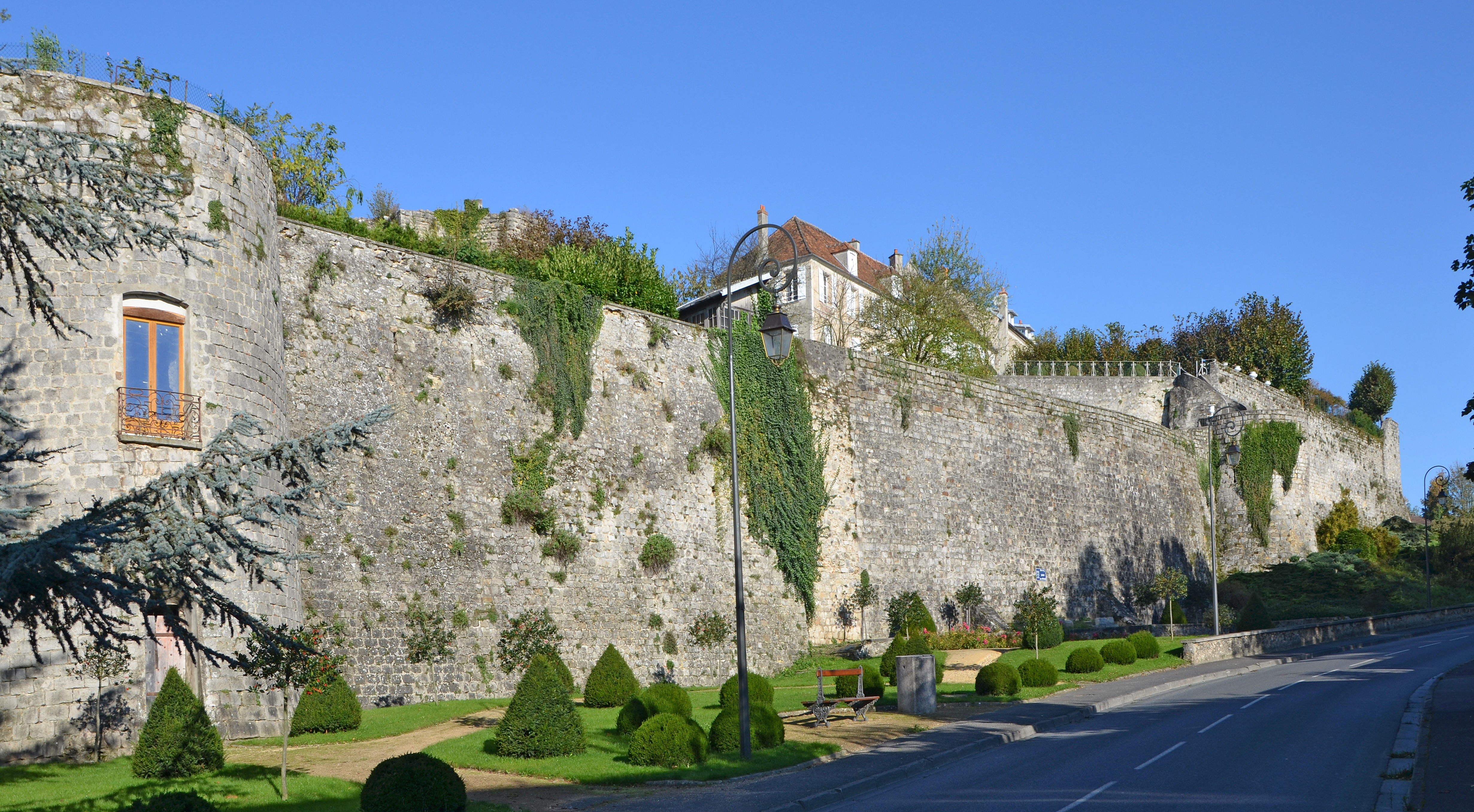
Městské hradby
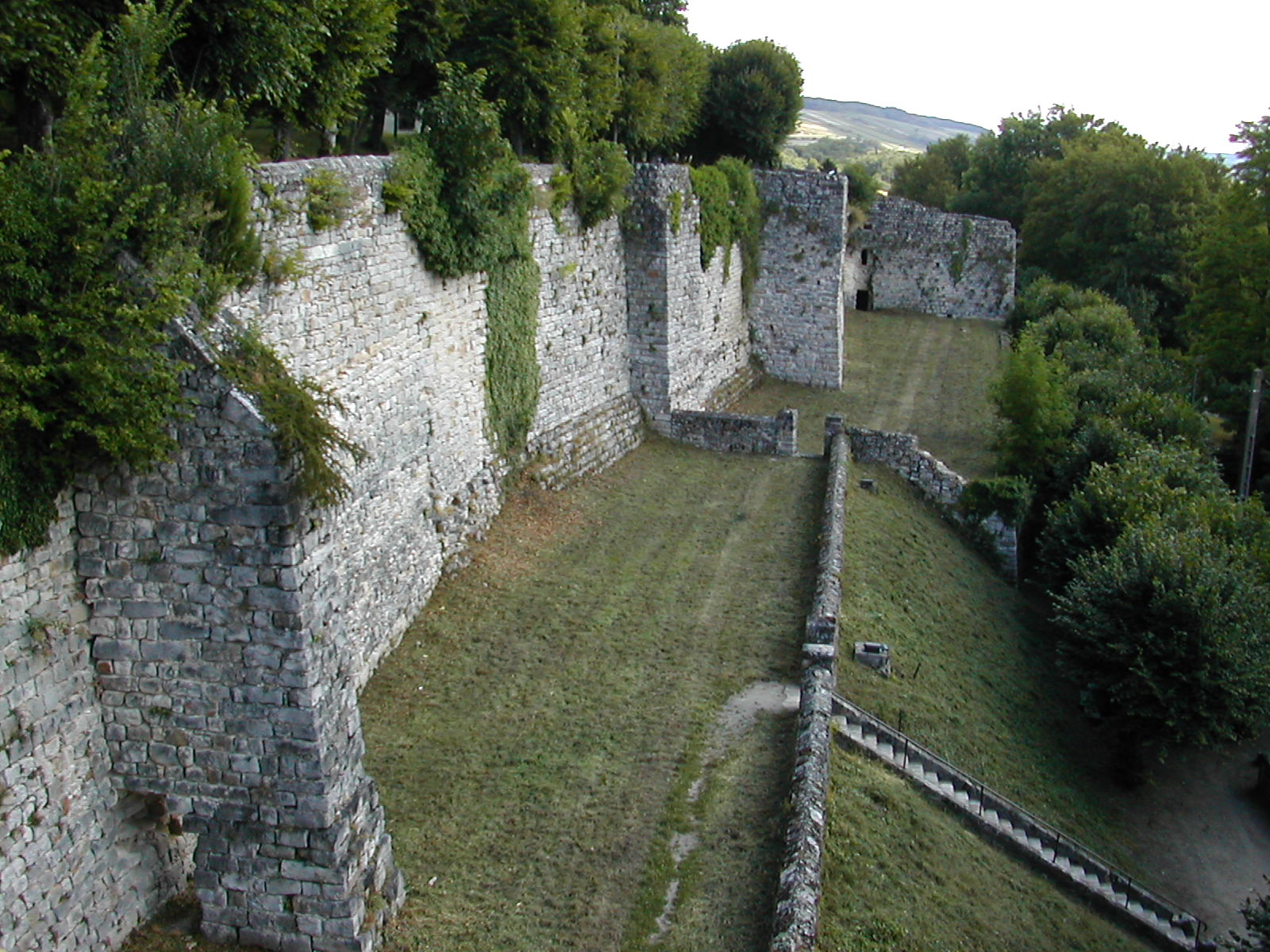
Hradby zámku
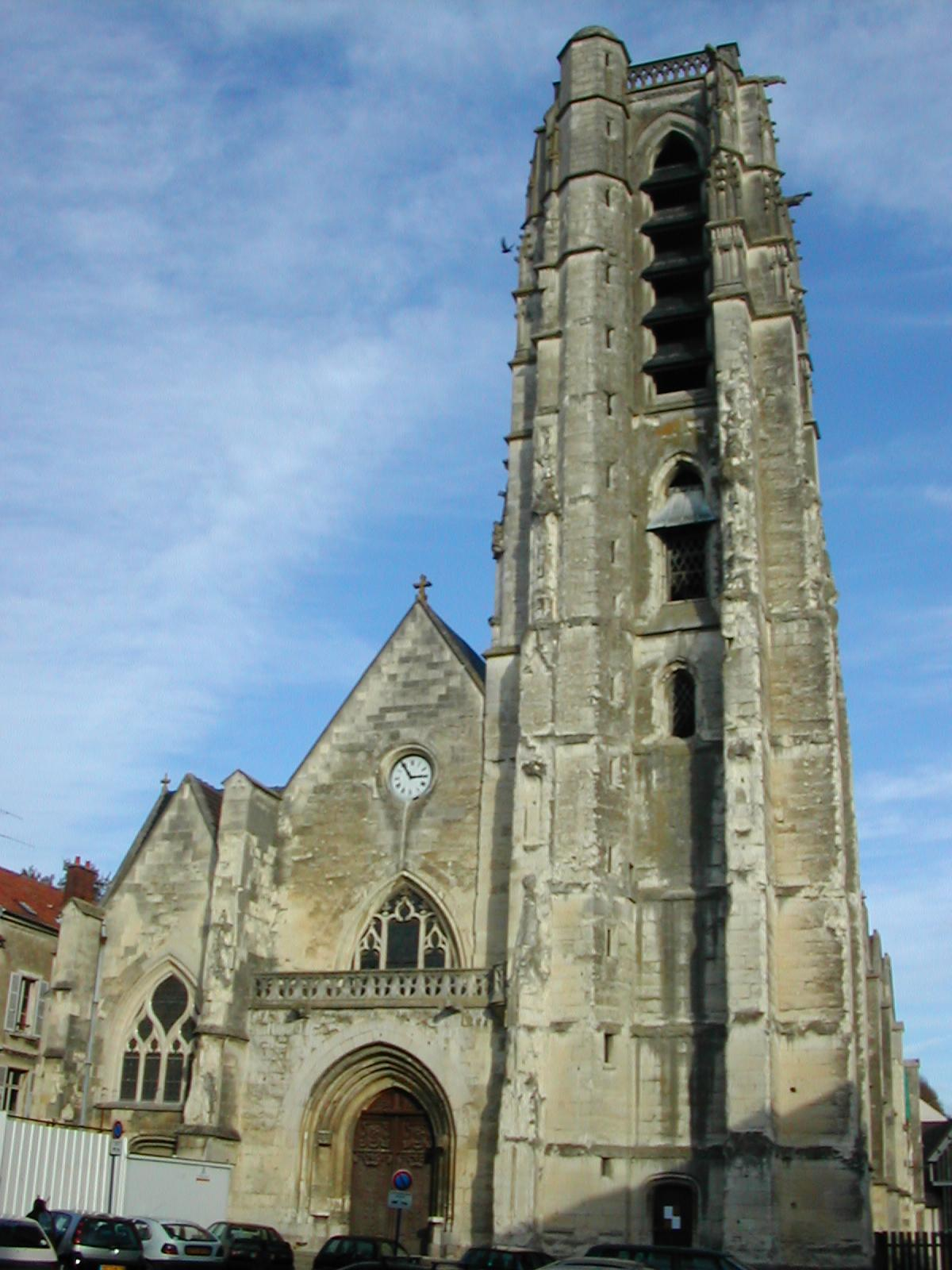
Kostel sv. Kryšpína

## Partnerská města
- Mosbach,Bádensko-Württembersko
- Pößneck, Durynsko
- Unterlüß, Dolní Sasko
- Aliartos, Řecko
- Cisnădie, Rumunsko
- Kinyami, Rwanda
- Grybów, Polsko
- Ambohitrolomahitsy, Madagaskar